# تشونغ وى
تشونغ وى (بالصينية: 中卫市 )‏ هي مدينة على مستوى محافظة، في جمهورية الصين الشعبية، تتبع نينغشيا، تبلغ مساحتها 19,824.41 كيلومتر مربع، رمزها البريدي هو 755000.

## معرض صور

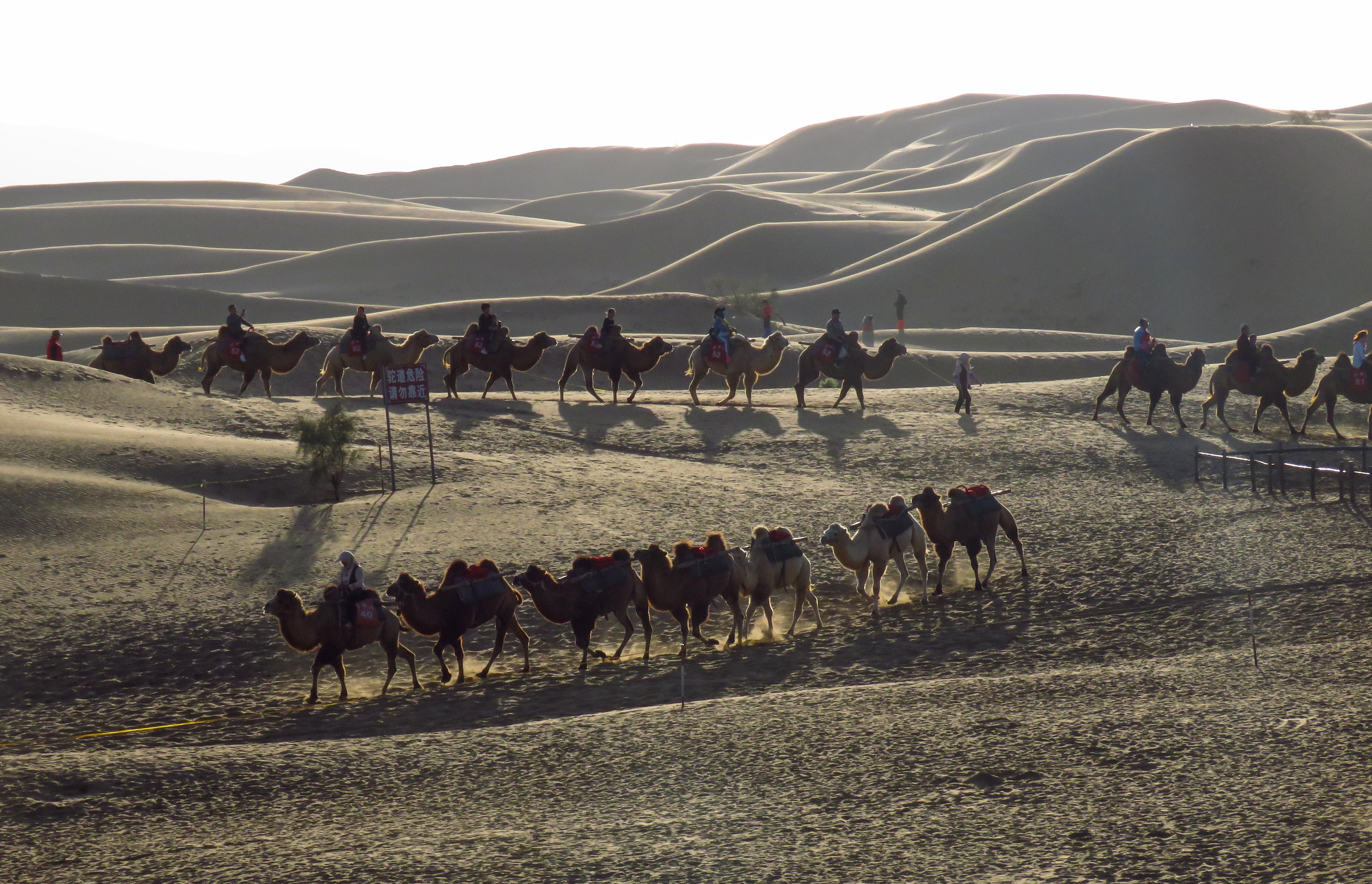
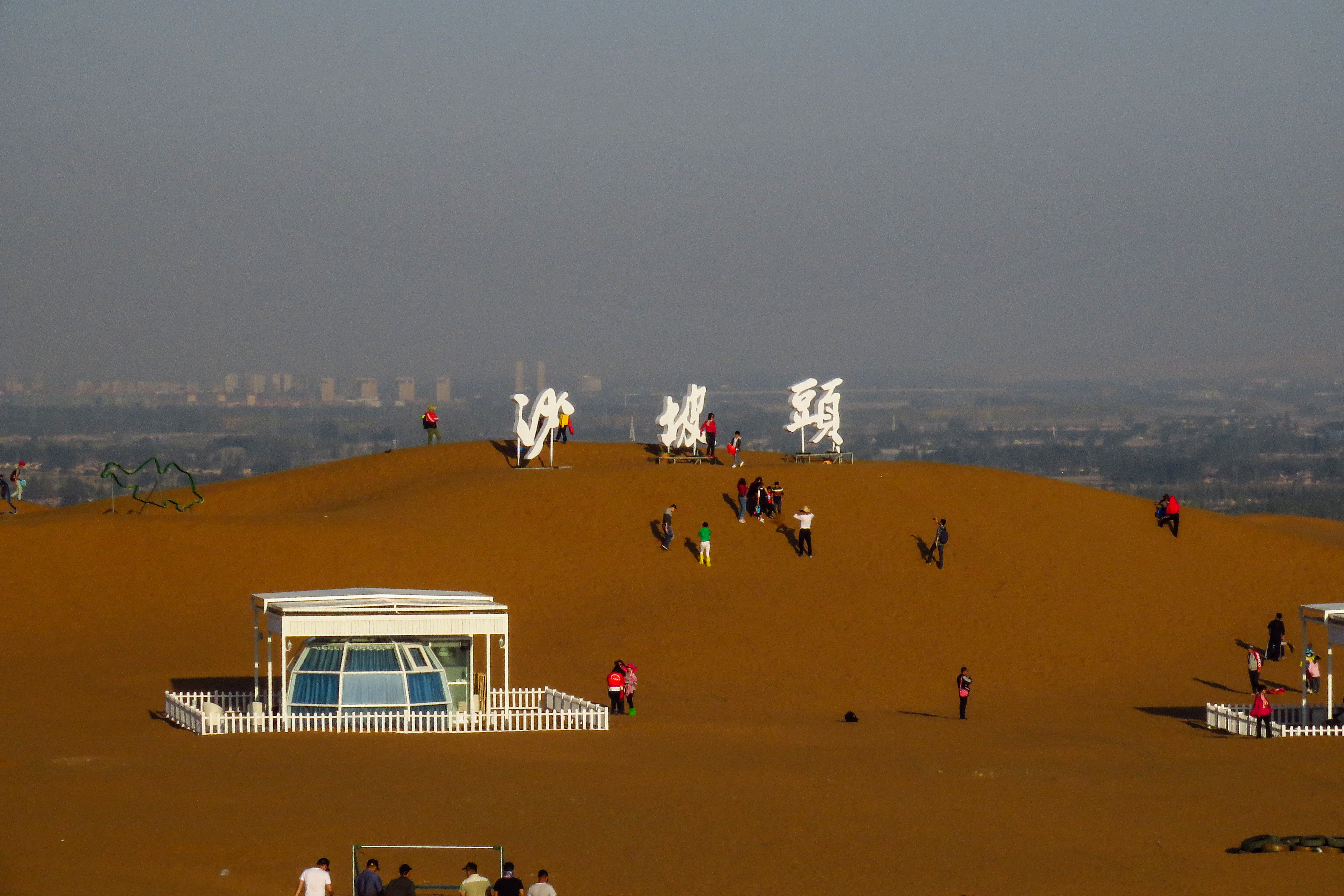
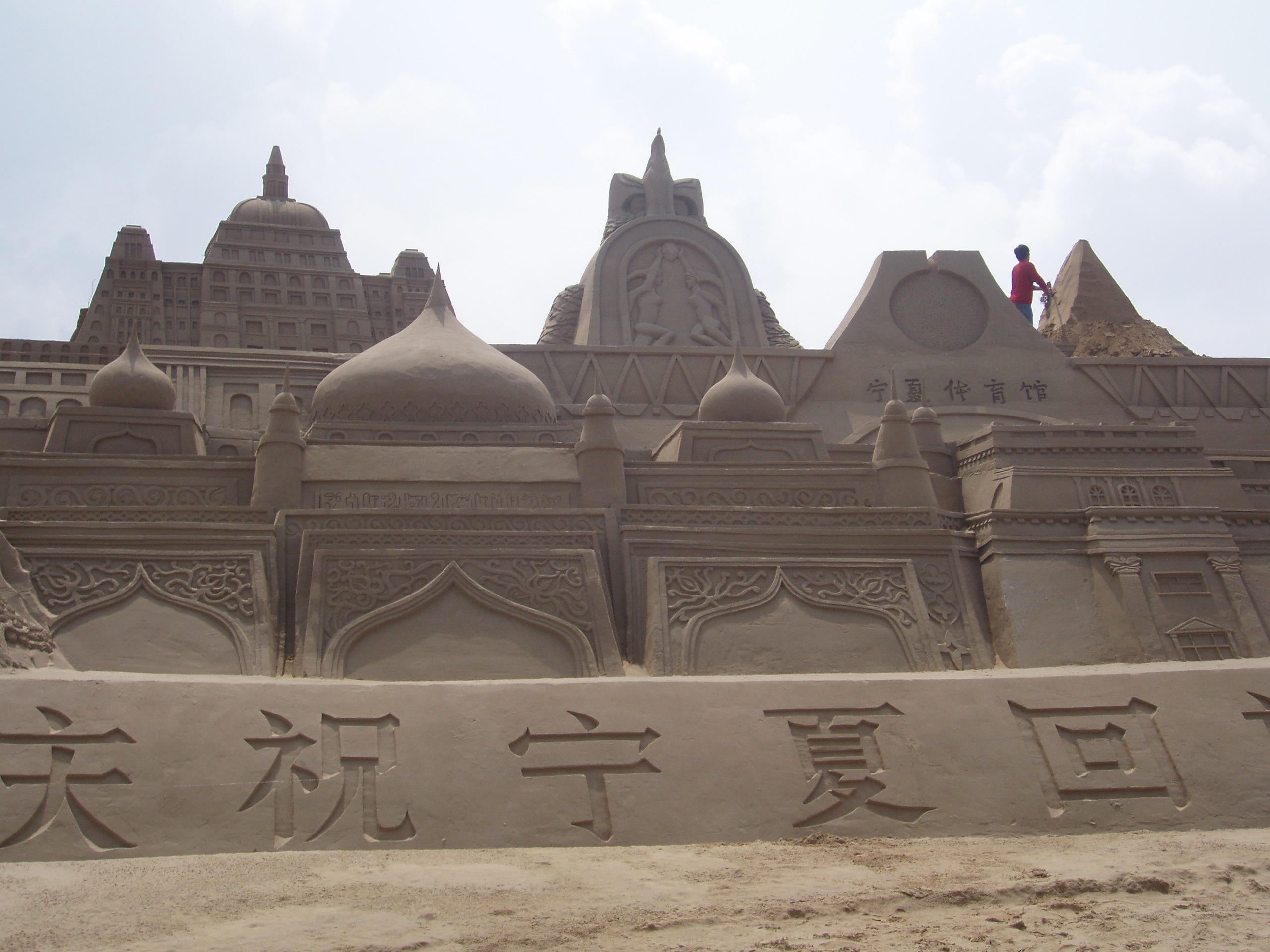
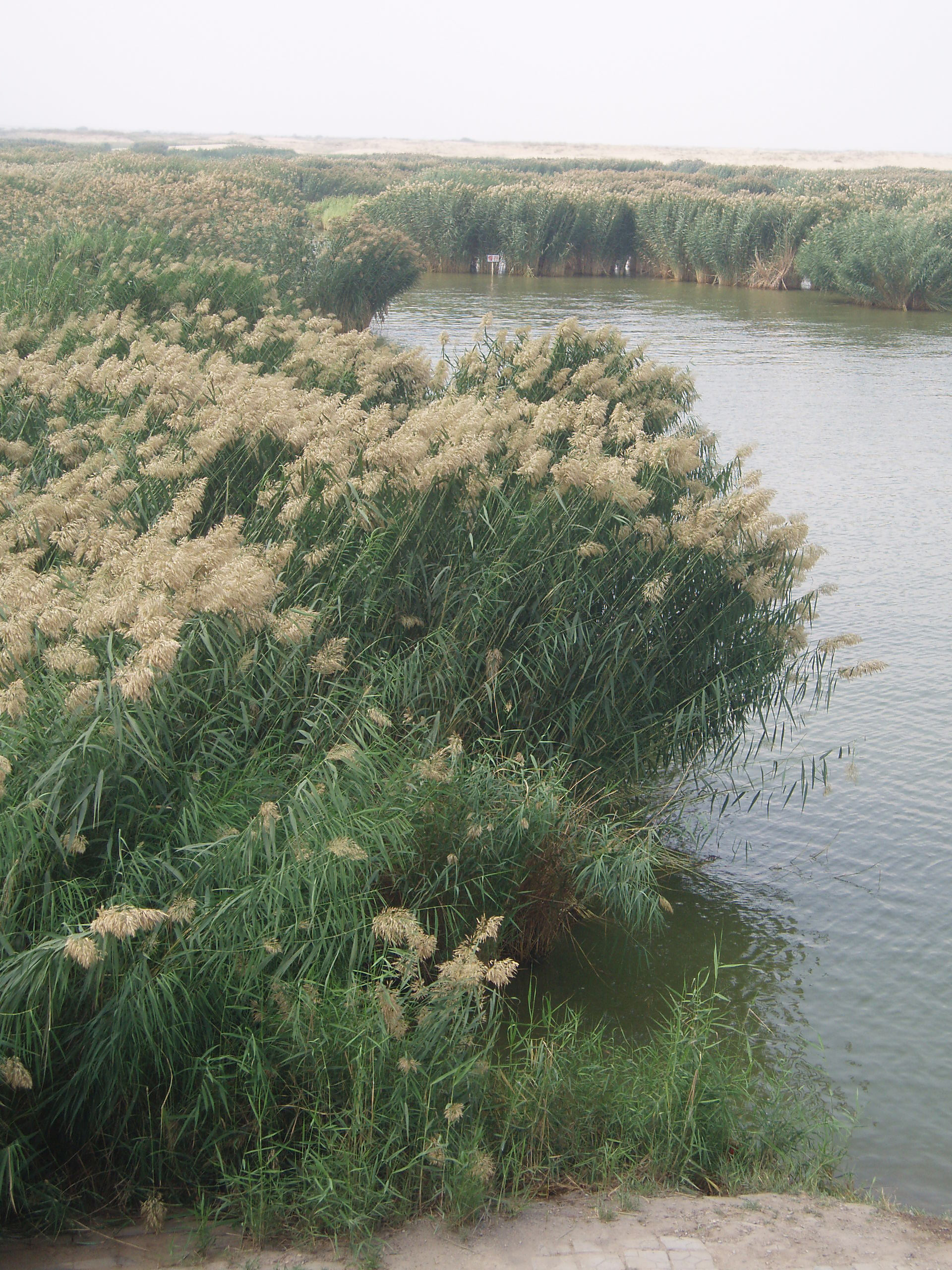
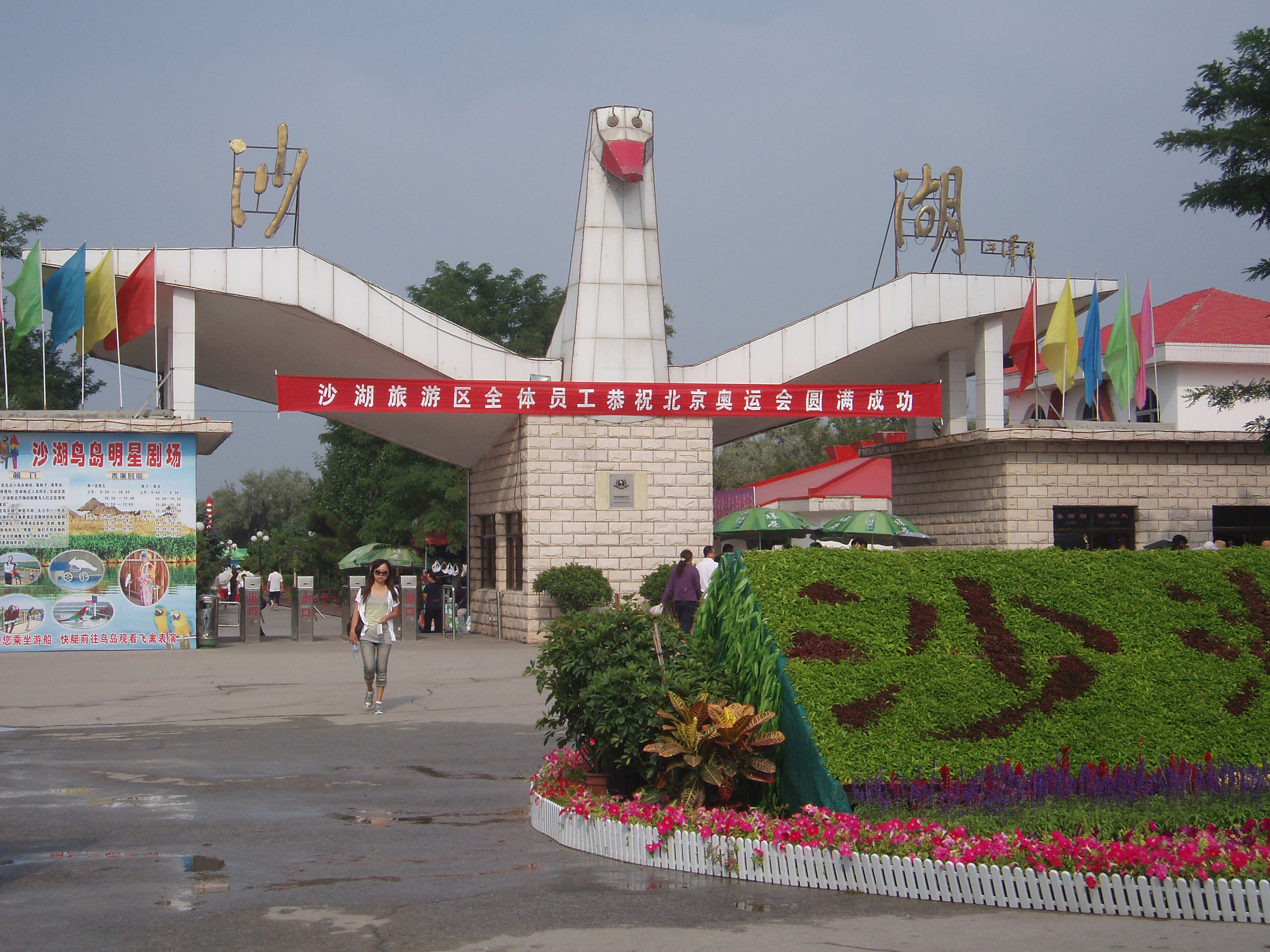

## التقسيمات الإدارية
- Shapotou, Zhongwei [الإنجليزية]‏
- Zhongning County [الإنجليزية]‏
- Haiyuan County [الإنجليزية]‏.